# Daniela Pinheiro
Daniela Pinheiro é uma jornalista brasileira. Ela é formada em jornalismo pela Universidade de Brasília. Entre 2015 e 2016, foi bolsista da John S. Knight Journalism Fellowships na Universidade Stanford. Carrega em seu currículo passagens pelo jornal Folha de S.Paulo, pelo Jornal do Brasil e pela Revista Época, além dos dez anos em que trabalhou para a Revista VEJA, nas sucursais de Brasília (DF), Rio de Janeiro (RJ) e São Paulo (SP). Desde 2007, trabalha para a Revista Piauí. No cargo atual, ela atua como repórter especial, editora do site e de novos projetos.
Como repórter da Revista Piauí, Daniela Pinheiro recebeu visibilidade por suas grandes reportagens. É exemplo disso a repercussão gerada pelos perfis que publicou sobre o ex-ministro da Casa Civil José Dirceu, sobre o pastor Silas Malafaia e sobre o ex-presidente da Confederação Brasileira de Futebol, Ricardo Teixeira.
Ganhou quatro vezes o Troféu Mulher Imprensa e duas vezes o Prêmio Comunique-se como melhor repórter de mídia impressa.  Venceu o Troféu Mulher Imprensa pela primeira vez em 2009, na categoria Repórter de jornal ou revista, quando o prêmio estava em sua 4ª Edição. Depois, venceu em 2013, 2014 e 2015, respectivamente nas 8ª, 9ª e 10ª edições. Conquistou o Prêmio Comunique-se, na categoria Repórter – Mídia impressa e revista, em 2012 e em 2015.
| “ | (...) ainda não há mulheres chefiando as principais redações de jornais e revistas do país. Isso é um indicador de que há um longo caminho pela frente. | ” |

## Prêmios
Troféu Mulher Imprensa, categoria Repórter de jornal ou revista, 2009
Prêmio Comunique-se, categoria Repórter – Mídia impressa e revista, 2012
Troféu Mulher Imprensa, categoria Repórter de jornal ou revista, 2013
Troféu Mulher Imprensa, categoria Repórter de jornal ou revista, 2014
Troféu Mulher Imprensa, categoria Repórter de jornal ou revista, 2015
Prêmio Comunique-se, categoria Repórter – Mídia impressa e revista, 2015 